# Qi
În  cultura tradițională chineză, qì sau ch'i (qìⓘ, cunoscut și sub numele de khí în cultura vietnameză, gi în cultura coreeană, ki în cultura japoneză) este un principiu activ în orice lucru viu.. Qi se traduce literal ca "suflare", "aer", sau "gaz", și la figurat ca "energie materială", "forță vitală", sau "flux de energie".. Qi este principiul de bază în medicina tradițională chineză și în artele marțiale din sfera de influență a culturii chinezești. Qi este o energie vitală a cărei curgere trebuie să fie echilibrată pentru a menține sănătatea. Qi nu a fost niciodată observat în mod direct și nu are nicio legătură cu conceptul de energie din științe (energia vitală sau forța vitală este un concept științific abandonat).
Concepte similare acestui qi pot fi găsite în multe alte culturi:prana în hinduism (și în alte părți ale culturii indiene), chi in religia igbo, pneuma în Grecia Antică, mana în cultura din Hawaii, lüng în budismul tibetan, manitou în cultura popoarelor indigene din America, ruah în cultura ebraică și energia vitală în filosofia occidentală. Unele elemente ale conceptului qi pot fi găsite în termenul energie atunci când este utilizat în contextul diverselor forme ezoterice de spiritualitate și în medicina alternativă. Elementele definitorii ale conceptului pot fi, de asemenea, găsite în Vest în cultura populară, de exemplu,"Forța" în Star Wars și în Ciocolata, o religie bazată pe Jedi și chiar în cultura populară din Est ca Dragon Ball și Un Pumn de Om. Noțiuni în Vest ca energeia, elanul vital, sau vitalismul sunt pretinse a fi similare. 
În ciuda convingerii larg răspândite, în realitate qi este un concept pseudoștiințific, neverificabil.

## Aspecte lingvistice

Scriere pentru qì 气 din antichitate, pe os.

Scriere din epoca bronzului pentru qì 气

Mare sigiliu pentru qì 气

Sigiliu mic pentru qì 气

### Semnificații
n. ① Aer; gaz ② miros ③ spirit; vigoare; moralul ④ vital/material pentru energie (în Ch[inese] metafizica) ⑤ ton; atmosfera; atitudine ⑥ furie ⑦ respirație, respirație b.f. ① Vreme 天氣 tiānqì ② [lingvistică] aspirație 送氣 sòngqì v. ① furie ② enervez ③ bătăuș; insultă.

Caracter tradițional chinez qì, utilizat și în coreeană în scrierea hanja. În scrierea japoneză kanji, acest caracter a fost folosit până în 1946, când a fost schimbat în 気.

În China antică, qi este  descris ca "forța vitală".

## Rolulqiîn medicina tradițională chineză
Medicina tradițională chineză (TCM) afirmă că organismul are modele naturale de qi , care circulă prin canale numite meridiane. În TCM (medicina tradițională chineză), simptomele diferitelor boli sunt considerate a fi produsul dezechilibrului qi-ului în mișcarea sa prin meridianele corpului.

## Câmpul Qi
Câmpul qi (chu-chong) se referă la crearea unui „câmp de energie” (expresie lipsită de sens) de către un grup de oameni, de obicei, pentru vindecare sau alte scopuri bine intenționate. Un câmp qi este considerat a fi produs de vizualizare și afirmare, și este o componentă importantă a Vindecării Înțelepciunii Qigong (Zhineng Qigong), fondată de Marele Maestru Ming Pang.

## Qi este neștiințific
Qi este un concept neștiințific, neverificabil. Institutul Național de Sănătate al SUA a declarat limpede: concepte precum qi „sunt dificil de conciliat cu informațiile  biomedicale contemporane”.

## Practicile care implicăqi

### Feng shui
Arta tradițională chineză de geomanție, amplasarea și dispunerea spațiului numit feng shui, se bazează pe calculul balanței de qi, interacțiunile dintre cele cinci elemente, yin și yang, și alți factori. Retenția sau disiparea qi sunt considerate a afecta sănătatea, bogăția, nivelul de energie, norocul și multe alte aspecte ale ocupanților spațiului. Atributele fiecărui element într-un spațiu afectează fluxul de qi prin încetinire, redirecționare sau accelerare, ceea ce influențează nivelul de energie al ocupanților.

### Qigong
Qìgōng (气功 sau 氣功) este o practică care implică coordonarea respirației, a circulației și a conștientizării; în mod tradițional este văzută ca o practică de a cultiva și de a echilibra qi-ul. Cu rădăcini în medicina tradițională chineză, în filosofie și în arte marțiale, qigong-ul este acum practicat în întreaga lume în exerciții fizice, în vindecări, în meditație și în arte marțiale.

### Arte marțiale
Qi este un concept didactic  în multe arte marțiale chineze, coreene și japoneze. Cele mai notabile arte marțiale bazate pe qi sunt: Baguazhang, Xing Yi Quan, T 'ai Chi Ch' uan, Mantaua de Rugăciune din Sud, Șarpele Kung Fu, Dragonul Kung Fu din Sud, Aikido, Kendo, Aikijujutsu, Luohan Quan și Liu Ba Fa.